# Інститут астрономії (Гаваї)
Інститут астрономії (англ. Institute for Astronomy, IfA) - дослідницький підрозділ Гавайського університету.
Головний офіс знаходиться в Гонолулу, поруч із кампусом Маноа Гавайського університету. Додаткові об’єкти розташовані в Пукалані на острові Мауї та в Гіло на острові Гаваї.
Інститут астрономії був заснований у 1967 році для проведення досліджень та управління обсерваторією Мауна-Кеа та обсерваторією на Галеакалі.
В інституті працює близько 300 співробітників, близько 55 з них на постійних позиціях.
Інститут проводить дослідження об’єктів Сонячної системи, зір, галактик і космології.